# Lathriopyga
Genre
Lathriopyga est un genre de collemboles de la famille des Neanuridae.

## Distribution
Les espèces de ce genre se rencontrent en Europe et en Afrique.

## Liste des espèces
Selon Checklist of the Collembola of the World (version du 12 octobre 2019) :
- Lathriopyga belisaria Cassagnau & Peja, 1979
- Lathriopyga bulgarica Smolis, Skarzynski & Pomorski, 2004
- Lathriopyga delmasi Massoud, 1963
- Lathriopyga hellenica Ellis, 1974
- Lathriopyga krizevacensis Barra, 1993
- Lathriopyga longiseta (Caroli, 1910)
- Lathriopyga microchaeta Cassagnau & Peja, 1979
- Lathriopyga montana Deharveng, 1985
- Lathriopyga nistru Busmachiu, Deharveng & Weiner, 2010
- Lathriopyga primigenia Cassagnau & Peja, 1979
- Lathriopyga willemi Deharveng, 1985

## Publication originale
- Caroli, 1912 : Contribuzioni alla conosenza dei Collemboli italiani. I. La tribù degli Achorutini CB. (1906). Achorutes aurantiacus n. sp. Archivio zoologico italiano, vol. 6, p. 367-370.